# Tấn thiếu
Tấn thiếu (tiếng Anh: short ton) là một đơn vị khối lượng bằng 2000 pound, tức 907,18474 kg, được sử dụng chủ yếu ở Hoa Kỳ. Ở Hoa Kỳ, từ này thông thường gọi đơn giản là ton (tấn), rất dễ nhầm với các đơn vị khác là tonne (tiếng Anh Anh, tức "tấn") bằng 1000 kg theo hệ SI hay long ton (2240 pound tức 1016,0469088 kg) bởi các từ này cũng thỉnh thoảng gọi là ton. Tuy nhiên, có một số lĩnh vực từ ton được định nghĩa rõ là tonne hay long ton (như trong Hải quân).
Cả short ton và long ton đều được coi bằng 20 tạ thiếu nhưng bản thân tạ thiếu trong hệ đo lường Mỹ và Anh cũng khác nhau.